# Ariel Fernandez
Ariel Fernández Stigliano (Bahía Blanca, 8 aprile 1957) è un chimico e biofisico argentino naturalizzato statunitense.

## Istruzione e inizio carriera
Fernandez ha ricevuto i gradi Licenza in Chimica (1979) e Matematica (1980) dalla Universidad Nacional del Sur, Argentina. Ha poi conseguito un dottorato in chimica fisica dalla Yale University, Stati Uniti d'America, nel 1984 nel laboratorio di Oktay Sinanoğlu. Le sue articoli presto pubblicati lo elencano anche come associati con il Weizmann Institute of Science e la Università di Princeton. Era un ricercatore senior nella divisione del premio Nobel Manfred Eigen presso l'Istituto Max Planck di chimica biofisica alla Germania.

## Carriera
Fernandez è affiliato come Professore con più istituzioni, tra cui l'Istituto Max Planck di Biochimica, l'Università di Chicago, Osaka University, l'Indiana University School of Medicine, l'Istituto Morgridge per la ricerca, e la Nazionale Tsing-Hua Università. Fernandez ha tenuto la cattedra Karl F. Hasselmann di Bioingegneria presso la Rice University (Stati Uniti d'America).
Fernandez a sviluppato il concetto di dehydron, un difetto strutturale nella proteina che promuove la propria disidratazione. Un dehydron è costituito da un legame di idrogeno intramolecolare che è "underwrapped" o non completamente schermato dall'attacco dall'acqua nella sfera di solvatazione. Il dehydron causa "tensione epistructurale", vale a dire, tensione superficiale intorno alla struttura delle proteine, e quindi promuove le associazioni proteina-proteina e proteina-ligando. Il dehydron ha implicazioni per la scoperta di farmaci, come dehydrons possono essere bersaglio di farmaci altamente specifici / ligandi progettati per migliorare dehydron avvolgere dal legame. Quindi, dehydrons costituiscono filtri di selettività efficaci per la progettazione di farmaci, dando luogo alla cosiddetta "tecnologia di confezionamento", una piattaforma per progettare farmaci più sicuri.
Fernandez ha pubblicato tre libri e più di 426 articoli scientifici.

## Premi
Fernandez è stato assegnato il distinto Camille e Henry Dreyfus Nuova Facoltà nel 1989; la Camille e Henry Dreyfus Teacher-Scholar nel 1991; Guggenheim Fellow nel 1995; ed è un Fellow eletto della American Institute per la Ingegneria medica e biologica nel 2006.

## Libri
- Transformative Concepts for Drug Design: Target Wrapping, Ariel Fernández (ISBN 978-3642117916, Springer-Verlag, Berlin, Heidelberg, 2010).
- Biomolecular Interfaces, Ariel Fernández Stigliano (ISBN 978-3319168494, Springer-Verlag, Berlin, Heidelberg, 2015).
- Physics at the Biomolecular Interface, Ariel Fernández (ISBN 978-3319308517, Springer-Verlag, Berlin, Heidelberg, 2016).
- A Mathematical Approach to Protein Biophysics, L. Ridgway Scott, Ariel Fernandez (ISBN 978-3319660318, Springer, Berlin, Heidelberg, 2017).
- Artificial Intelligence Platform for Molecular Targeted Therapy: A Translational Science Approach, Ariel Fernández (ISBN 978-9811232305, World Scientific Publishing Company, Singapore, 2021).
- Topological Dynamics in Metamodel Discovery with Artificial Intelligence: From Biomedical to Cosmological Technologies, Ariel Fernández (ISBN 978-1032366326, Chapman & Hall/ CRC Press, UK, 2022).
- Artificial Intelligence on Dark Matter and Dark Energy: Reverse Engineering of the Big Bang, Ariel Fernández (ISBN 978-1032465548, Chapman & Hall/ CRC Press, UK, 2023).
- Artificial Intelligence Models for the Dark Universe: Forays in Mathematical Cosmology, Ariel Fernández (ISBN 978-1032818238, Chapman & Hall/ CRC Press, Taylor & Francis, UK, 2024)
- De novo Quantum Cosmology with Artificial Intelligence: Applications of Formal Autoencoders, Ariel Fernández (ISBN 978-1-041-04503-8, Chapman & Hall/ CRC Press, UK, 2025).